# Lista över fornlämningar i Höganäs kommun
Lista över fornlämningar i Höganäs kommun är en förteckning av ett urval av de fornlämningar som finns i Höganäs kommun.

## Brunnby
| Namn                                | Lämningstyp                 | Tillkomsttid | Historisk indelning | Plats | Läge                 | ID-nr          | Bild                                      |
| ----------------------------------- | --------------------------- | ------------ | ------------------- | ----- | -------------------- | -------------- | ----------------------------------------- |
| Brunnby 1:1                         | Hög                         |              | Brunnby, Skåne      |       | 56.254750, 12.524372 | 10120100010001 | Ladda upp en bild av detta fornminne      |
| Brunnby 2:1                         | Stenkrets                   |              | Brunnby, Skåne      |       | 56.254699, 12.522862 | 10120100020001 | Ladda upp en bild av detta fornminne      |
| Brunnby 3:1                         | Stensättning                |              | Brunnby, Skåne      |       | 56.254513, 12.521505 | 10120100030001 | Ladda upp en bild av detta fornminne      |
| Store hög (Brunnby 4:1)             | Hög                         |              | Brunnby, Skåne      |       | 56.251627, 12.525443 | 10120100040001 | Ladda upp en bild av detta fornminne      |
| Lilla hög (Brunnby 5:1)             | Hög                         |              | Brunnby, Skåne      |       | 56.249022, 12.528083 | 10120100050001 | Ladda upp en bild av detta fornminne      |
| Brunnby 10:1                        | Hög                         |              | Brunnby, Skåne      |       | 56.277351, 12.521038 | 10120100100001 | Ladda upp en bild av detta fornminne      |
| Harahögen (Brunnby 11:1)            | Stenkrets                   |              | Brunnby, Skåne      |       | 56.280651, 12.520052 | 10120100110001 | Ladda upp en bild av detta fornminne      |
| Harahögen (Brunnby 11:2)            | Hög                         |              | Brunnby, Skåne      |       | 56.280373, 12.519703 | 10120100110002 | Ladda upp en bild av detta fornminne      |
| Brunnby 12:1                        | Stensättning                |              | Brunnby, Skåne      |       | 56.276791, 12.524230 | 10120100120001 | Ladda upp en bild av detta fornminne      |
| Brunnby 12:2                        | Stensättning                |              | Brunnby, Skåne      |       | 56.276968, 12.523780 | 10120100120002 | Ladda upp en bild av detta fornminne      |
| Brunnby 13:1                        | Stensättning                |              | Brunnby, Skåne      |       | 56.278451, 12.527475 | 10120100130001 | Ladda upp en bild av detta fornminne      |
| Brunnby 13:2                        | Hällristning                |              | Brunnby, Skåne      |       | 56.278365, 12.527643 | 10120100130002 | Ladda upp en bild av detta fornminne      |
| Kungsstenen (Brunnby 14:1)          | Grav markerad av sten/block |              | Brunnby, Skåne      |       | 56.275897, 12.530694 | 10120100140001 | Ladda upp en bild av detta fornminne      |
| Brunnby 15:1                        | Stensättning                |              | Brunnby, Skåne      |       | 56.276749, 12.532097 | 10120100150001 | Ladda upp en bild av detta fornminne      |
| Brunnby 16:1                        | Hög                         |              | Brunnby, Skåne      |       | 56.276631, 12.529119 | 10120100160001 | Ladda upp en bild av detta fornminne      |
| Brunnby 16:2                        | Hällristning                |              | Brunnby, Skåne      |       | 56.276622, 12.529475 | 10120100160002 | Ladda upp en bild av detta fornminne      |
| Brunnby 17:1                        | Hög                         |              | Brunnby, Skåne      |       | 56.278426, 12.532353 | 10120100170001 | Ladda upp en bild av detta fornminne      |
| Brunnby 17:2                        | Stensättning                |              | Brunnby, Skåne      |       | 56.278119, 12.532264 | 10120100170002 | Ladda upp en bild av detta fornminne      |
| Immelen (Brunnby 19:1)              | Hög                         |              | Brunnby, Skåne      |       | 56.271220, 12.538615 | 10120100190001 | Ladda upp en bild av detta fornminne      |
| Hässlehög (Brunnby 20:1)            | Hög                         |              | Brunnby, Skåne      |       | 56.271079, 12.531733 | 10120100200001 | Ladda upp en bild av detta fornminne      |
| Backa högar (Brunnby 23:1)          | Gravfält                    |              | Brunnby, Skåne      |       | 56.277426, 12.527232 | 10120100230001 | Ladda upp en bild av detta fornminne      |
| Brunnby 24:1                        | Stensättning                |              | Brunnby, Skåne      |       | 56.268773, 12.547360 | 10120100240001 | Ladda upp en bild av detta fornminne      |
| Brunnby 24:2                        | Stensättning                |              | Brunnby, Skåne      |       | 56.268774, 12.547054 | 10120100240002 | Ladda upp en bild av detta fornminne      |
| Ekehögen (Brunnby 25:1)             | Hög                         |              | Brunnby, Skåne      |       | 56.268496, 12.552419 | 10120100250001 | Ladda upp en bild av detta fornminne      |
| Brunnby 26:1                        | Hög                         |              | Brunnby, Skåne      |       | 56.272060, 12.552884 | 10120100260001 | Ladda upp en bild av detta fornminne      |
| Brunnby 26:2                        | Hög                         |              | Brunnby, Skåne      |       | 56.271707, 12.552750 | 10120100260002 | Ladda upp en bild av detta fornminne      |
| Brunnby 26:3                        | Hög                         |              | Brunnby, Skåne      |       | 56.271518, 12.553104 | 10120100260003 | Ladda upp en bild av detta fornminne      |
| Brunnby 26:4                        | Stensättning                |              | Brunnby, Skåne      |       | 56.271732, 12.553038 | 10120100260004 | Ladda upp en bild av detta fornminne      |
| Ulvaknevlarna (Brunnby 27:1)        | Hög                         |              | Brunnby, Skåne      |       | 56.273618, 12.552133 | 10120100270001 | Ladda upp en bild av detta fornminne      |
| Ulvaknevlarna (Brunnby 27:2)        | Hög                         |              | Brunnby, Skåne      |       | 56.273673, 12.552694 | 10120100270002 | Ladda upp en bild av detta fornminne      |
| Ulvaknevlarna (Brunnby 28:1)        | Hög                         |              | Brunnby, Skåne      |       | 56.274161, 12.552075 | 10120100280001 | Ladda upp en bild av detta fornminne      |
| Ulvaknevlarna (Brunnby 28:2)        | Hög                         |              | Brunnby, Skåne      |       | 56.274013, 12.551368 | 10120100280002 | Ladda upp en bild av detta fornminne      |
| Ranahög (Brunnby 29:1)              | Hög                         |              | Brunnby, Skåne      |       | 56.273638, 12.549032 | 10120100290001 | Ladda upp en bild av detta fornminne      |
| Ranahög (Brunnby 29:2)              | Hög                         |              | Brunnby, Skåne      |       | 56.273716, 12.549640 | 10120100290002 | Ladda upp en bild av detta fornminne      |
| Brunnby 30:1                        | Gravfält                    |              | Brunnby, Skåne      |       | 56.277664, 12.543769 | 10120100300001 | Ladda upp en till bild av detta fornminne |
| Brunnby 31:1                        | Stensättning                |              | Brunnby, Skåne      |       | 56.277104, 12.554139 | 10120100310001 | Ladda upp en bild av detta fornminne      |
| Brunnahög (Brunnby 32:1)            | Hög                         |              | Brunnby, Skåne      |       | 56.277533, 12.557738 | 10120100320001 | Ladda upp en bild av detta fornminne      |
| Domhög (Brunnby 35:1)               | Stenkrets                   |              | Brunnby, Skåne      |       | 56.279476, 12.541910 | 10120100350001 | Ladda upp en bild av detta fornminne      |
| Karl XII:s skansar (Brunnby 48:1)   | Fästning/skans              |              | Brunnby, Skåne      |       | 56.288076, 12.488518 | 10120100480001 | Ladda upp en till bild av detta fornminne |
| Cissa skans (Brunnby 50:1)          | Fästning/skans              |              | Brunnby, Skåne      |       | 56.283870, 12.494933 | 10120100500001 | Ladda upp en bild av detta fornminne      |
| Brunnby 56:1                        | Hög                         |              | Brunnby, Skåne      |       | 56.255155, 12.550097 | 10120100560001 | Ladda upp en bild av detta fornminne      |
| Brunnby 57:1                        | Hög                         |              | Brunnby, Skåne      |       | 56.253959, 12.550045 | 10120100570001 | Ladda upp en bild av detta fornminne      |
| Trullshög (Brunnby 61:1)            | Hög                         |              | Brunnby, Skåne      |       | 56.260607, 12.569482 | 10120100610001 | Ladda upp en bild av detta fornminne      |
| Trullshög (Brunnby 61:2)            | Stensättning                |              | Brunnby, Skåne      |       | 56.260314, 12.569142 | 10120100610002 | Ladda upp en bild av detta fornminne      |
| Lille Trulshög (Brunnby 62:1)       | Hög                         |              | Brunnby, Skåne      |       | 56.260211, 12.570845 | 10120100620001 | Ladda upp en bild av detta fornminne      |
| Lille Trulshög (Brunnby 62:2)       | Hög                         |              | Brunnby, Skåne      |       | 56.260387, 12.570654 | 10120100620002 | Ladda upp en bild av detta fornminne      |
| Lille Trulshög (Brunnby 62:3)       | Stensättning                |              | Brunnby, Skåne      |       | 56.260308, 12.570385 | 10120100620003 | Ladda upp en bild av detta fornminne      |
| Brunnby 63:1                        | Hög                         |              | Brunnby, Skåne      |       | 56.255726, 12.568141 | 10120100630001 | Ladda upp en bild av detta fornminne      |
| Rävahögen (Brunnby 64:1)            | Stensättning                |              | Brunnby, Skåne      |       | 56.256372, 12.565864 | 10120100640001 | Ladda upp en bild av detta fornminne      |
| Brunnby 65:1                        | Stensättning                |              | Brunnby, Skåne      |       | 56.253435, 12.565526 | 10120100650001 | Ladda upp en bild av detta fornminne      |
| Brunnby 66:1                        | Hög                         |              | Brunnby, Skåne      |       | 56.253647, 12.563525 | 10120100660001 | Ladda upp en bild av detta fornminne      |
| Brunnby 67:1                        | Hög                         |              | Brunnby, Skåne      |       | 56.249943, 12.572750 | 10120100670001 | Ladda upp en bild av detta fornminne      |
| Gamle Kyrkåker (Brunnby 70:1)       | Begravningsplats            |              | Brunnby, Skåne      |       | 56.260804, 12.566518 | 10120100700001 | Ladda upp en bild av detta fornminne      |
| Svinarödsle (Brunnby 76:1)          | Hög                         |              | Brunnby, Skåne      |       | 56.258096, 12.551692 | 10120100760001 | Ladda upp en bild av detta fornminne      |
| Svinarödsle (Brunnby 76:2)          | Stensättning                |              | Brunnby, Skåne      |       | 56.258226, 12.551133 | 10120100760002 | Ladda upp en bild av detta fornminne      |
| Svinarödsle (Brunnby 76:3)          | Stensättning                |              | Brunnby, Skåne      |       | 56.258003, 12.550844 | 10120100760003 | Ladda upp en bild av detta fornminne      |
| Brunnby 78:1                        | Stensättning                |              | Brunnby, Skåne      |       | 56.253680, 12.538249 | 10120100780001 | Ladda upp en bild av detta fornminne      |
| Brunnby 79:1                        | Hög                         |              | Brunnby, Skåne      |       | 56.263398, 12.516644 | 10120100790001 | Ladda upp en bild av detta fornminne      |
| Brunnby 81:1                        | Hög                         |              | Brunnby, Skåne      |       | 56.266745, 12.556379 | 10120100810001 | Ladda upp en bild av detta fornminne      |
| Brunnby 82:1                        | Hög                         |              | Brunnby, Skåne      |       | 56.271916, 12.560304 | 10120100820001 | Ladda upp en bild av detta fornminne      |
| Brunnby 83:1                        | Hög                         |              | Brunnby, Skåne      |       | 56.272152, 12.561513 | 10120100830001 | Ladda upp en bild av detta fornminne      |
| Brunnby 84:1                        | Hög                         |              | Brunnby, Skåne      |       | 56.270050, 12.561514 | 10120100840001 | Ladda upp en bild av detta fornminne      |
| Brunnby 84:2                        | Stensättning                |              | Brunnby, Skåne      |       | 56.269801, 12.561647 | 10120100840002 | Ladda upp en bild av detta fornminne      |
| Hönehög (Brunnby 85:1)              | Hög                         |              | Brunnby, Skåne      |       | 56.270288, 12.570293 | 10120100850001 | Ladda upp en bild av detta fornminne      |
| Brunnby 87:1                        | Hög                         |              | Brunnby, Skåne      |       | 56.257837, 12.587419 | 10120100870001 | Ladda upp en bild av detta fornminne      |
| Brunnby 88:1                        | Hög                         |              | Brunnby, Skåne      |       | 56.260501, 12.587234 | 10120100880001 | Ladda upp en bild av detta fornminne      |
| Nabbahögarna (Brunnby 89:1)         | Hög                         |              | Brunnby, Skåne      |       | 56.271676, 12.590779 | 10120100890001 | Ladda upp en bild av detta fornminne      |
| Nabbahögarna (Brunnby 89:2)         | Hög                         |              | Brunnby, Skåne      |       | 56.271345, 12.590128 | 10120100890002 | Ladda upp en bild av detta fornminne      |
| Nabbahögarna (Brunnby 89:3)         | Hög                         |              | Brunnby, Skåne      |       | 56.271005, 12.590156 | 10120100890003 | Ladda upp en bild av detta fornminne      |
| Nabbahögarna (Brunnby 89:4)         | Stensättning                |              | Brunnby, Skåne      |       | 56.270807, 12.590527 | 10120100890004 | Ladda upp en bild av detta fornminne      |
| Nabbahögarna (Brunnby 89:5)         | Stensättning                |              | Brunnby, Skåne      |       | 56.271487, 12.590779 | 10120100890005 | Ladda upp en bild av detta fornminne      |
| Nabbahögarna (Brunnby 89:6)         | Stensättning                |              | Brunnby, Skåne      |       | 56.271361, 12.590385 | 10120100890006 | Ladda upp en bild av detta fornminne      |
| Brunnby 90:1                        | Hög                         |              | Brunnby, Skåne      |       | 56.265389, 12.595085 | 10120100900001 | Ladda upp en bild av detta fornminne      |
| Bökeshögarna (Brunnby 91:1)         | Hög                         |              | Brunnby, Skåne      |       | 56.263371, 12.581399 | 10120100910001 | Ladda upp en bild av detta fornminne      |
| Bökeshögarna (Brunnby 92:1)         | Hög                         |              | Brunnby, Skåne      |       | 56.264802, 12.581185 | 10120100920001 | Ladda upp en bild av detta fornminne      |
| Bökeshögarna (Brunnby 92:2)         | Grav markerad av sten/block |              | Brunnby, Skåne      |       | 56.264908, 12.581079 | 10120100920002 | Ladda upp en bild av detta fornminne      |
| Brunnby 93:1                        | Hög                         |              | Brunnby, Skåne      |       | 56.261601, 12.593779 | 10120100930001 | Ladda upp en bild av detta fornminne      |
| Brunnby 93:2                        | Hög                         |              | Brunnby, Skåne      |       | 56.261514, 12.593173 | 10120100930002 | Ladda upp en bild av detta fornminne      |
| Tanhögen (Brunnby 94:1)             | Hög                         |              | Brunnby, Skåne      |       | 56.266589, 12.540780 | 10120100940001 | Ladda upp en bild av detta fornminne      |
| Brunnby 97:1                        | Hög                         |              | Brunnby, Skåne      |       | 56.265643, 12.594467 | 10120100970001 | Ladda upp en bild av detta fornminne      |
| Brunnby 98:1                        | Hög                         |              | Brunnby, Skåne      |       | 56.235990, 12.538597 | 10120100980001 | Ladda upp en bild av detta fornminne      |
| Brunnby 99:1                        | Hög                         |              | Brunnby, Skåne      |       | 56.233772, 12.539372 | 10120100990001 | Ladda upp en bild av detta fornminne      |
| Brunnby 99:2                        | Hög                         |              | Brunnby, Skåne      |       | 56.233893, 12.539153 | 10120100990002 | Ladda upp en bild av detta fornminne      |
| Brunnby 99:3                        | Hög                         |              | Brunnby, Skåne      |       | 56.234091, 12.539169 | 10120100990003 | Ladda upp en bild av detta fornminne      |
| Lullers hög (Brunnby 112:1)         | Hög                         |              | Brunnby, Skåne      |       | 56.258396, 12.559624 | 10120101120001 | Ladda upp en bild av detta fornminne      |
| Brunnby 114:1                       | Hög                         |              | Brunnby, Skåne      |       | 56.271599, 12.526510 | 10120101140001 | Ladda upp en bild av detta fornminne      |
| Brunnby 121:1                       | Hög                         |              | Brunnby, Skåne      |       | 56.276621, 12.518367 | 10120101210001 | Ladda upp en bild av detta fornminne      |
| Brunnby 122:1                       | Hög                         |              | Brunnby, Skåne      |       | 56.276054, 12.520187 | 10120101220001 | Ladda upp en bild av detta fornminne      |
| Brunnby 155:1                       | Hög                         |              | Brunnby, Skåne      |       | 56.254074, 12.544952 | 10120101550001 | Ladda upp en bild av detta fornminne      |
| Brunnby 160:1                       | Stensättning                |              | Brunnby, Skåne      |       | 56.255753, 12.551406 | 10120101600001 | Ladda upp en bild av detta fornminne      |
| Brunnby 160:2                       | Stensättning                |              | Brunnby, Skåne      |       | 56.255673, 12.550702 | 10120101600002 | Ladda upp en bild av detta fornminne      |
| Brunnby 161:1                       | Hög                         |              | Brunnby, Skåne      |       | 56.257509, 12.554916 | 10120101610001 | Ladda upp en bild av detta fornminne      |
| Brunnby 176:1                       | Stensättning                |              | Brunnby, Skåne      |       | 56.270500, 12.561948 | 10120101760001 | Ladda upp en bild av detta fornminne      |
| Brunnby 186:1                       | Stensättning                |              | Brunnby, Skåne      |       | 56.257865, 12.584609 | 10120101860001 | Ladda upp en bild av detta fornminne      |
| Brunnby 193:1                       | Hällristning                |              | Brunnby, Skåne      |       | 56.260873, 12.594468 | 10120101930001 | Ladda upp en bild av detta fornminne      |
| Brunnby 194:1                       | Stensättning                |              | Brunnby, Skåne      |       | 56.261406, 12.590340 | 10120101940001 | Ladda upp en bild av detta fornminne      |
| Brunnby 197:1                       | Hög                         |              | Brunnby, Skåne      |       | 56.258777, 12.586552 | 10120101970001 | Ladda upp en bild av detta fornminne      |
| Brunnby 197:2                       | Stensättning                |              | Brunnby, Skåne      |       | 56.258764, 12.586747 | 10120101970002 | Ladda upp en bild av detta fornminne      |
| Brunnby 198:1                       | Stensättning                |              | Brunnby, Skåne      |       | 56.258717, 12.588090 | 10120101980001 | Ladda upp en bild av detta fornminne      |
| Lergravarna (Brunnby 245:1)         | Begravningsplats            |              | Brunnby, Skåne      |       | 56.278410, 12.501372 | 10120102450001 | Ladda upp en bild av detta fornminne      |
| Brunnby 247:1                       | Röse                        |              | Brunnby, Skåne      |       | 56.271854, 12.503888 | 10120102470001 | Ladda upp en bild av detta fornminne      |
| Brunnby 247:2                       | Röse                        |              | Brunnby, Skåne      |       | 56.271789, 12.504152 | 10120102470002 | Ladda upp en bild av detta fornminne      |
| Brunnby 248:1                       | Stensättning                |              | Brunnby, Skåne      |       | 56.276537, 12.552585 | 10120102480001 | Ladda upp en bild av detta fornminne      |
| Brunnby 250:1                       | Stensättning                |              | Brunnby, Skåne      |       | 56.260792, 12.619348 | 10120102500001 | Ladda upp en bild av detta fornminne      |
| Brunnby 257:1                       | Hög                         |              | Brunnby, Skåne      |       | 56.277116, 12.529452 | 10120102570001 | Ladda upp en bild av detta fornminne      |
| Brunnby 306                         | Stensättning                |              | Brunnby, Skåne      |       | 56.281169, 12.519216 | 12000000018210 | Ladda upp en bild av detta fornminne      |
| Brunnby 307                         | Hällristning                |              | Brunnby, Skåne      |       | 56.282326, 12.516354 | 12000000018211 | Ladda upp en bild av detta fornminne      |
| Brunnby 315                         | Hällristning                |              | Brunnby, Skåne      |       | 56.279657, 12.518136 | 12000000018272 | Ladda upp en bild av detta fornminne      |
| Brunnby 317                         | Hällristning                |              | Brunnby, Skåne      |       | 56.279803, 12.519659 | 12000000018276 | Ladda upp en bild av detta fornminne      |
| Brunnby 318                         | Hällristning                |              | Brunnby, Skåne      |       | 56.280973, 12.534991 | 12000000018278 | Ladda upp en bild av detta fornminne      |
| Brunnby 320                         | Hällristning                |              | Brunnby, Skåne      |       | 56.275801, 12.522321 | 12000000018281 | Ladda upp en bild av detta fornminne      |
| Bärekulla gamla kvarn (Brunnby 322) | Kvarn                       |              | Brunnby, Skåne      |       | 56.277436, 12.519426 | 12000000018284 | Ladda upp en bild av detta fornminne      |
| Brunnby 329                         | Stensättning                |              | Brunnby, Skåne      |       | 56.297047, 12.464652 | 12000000018301 | Ladda upp en bild av detta fornminne      |
| Brunnby 341                         | Stensättning                |              | Brunnby, Skåne      |       | 56.296591, 12.477357 | 12000000018316 | Ladda upp en bild av detta fornminne      |
| Brunnby 342                         | Stensättning                |              | Brunnby, Skåne      |       | 56.302155, 12.450401 | 12000000018317 | Ladda upp en bild av detta fornminne      |
| Brunnby 344                         | Hällristning                |              | Brunnby, Skåne      |       | 56.301469, 12.449483 | 12000000018319 | Ladda upp en bild av detta fornminne      |
| Brunnby 354                         | Hällristning                |              | Brunnby, Skåne      |       | 56.276844, 12.554067 | 12000000018344 | Ladda upp en bild av detta fornminne      |
| Brunnby 356                         | Stensättning                |              | Brunnby, Skåne      |       | 56.280950, 12.545488 | 12000000018348 | Ladda upp en bild av detta fornminne      |
| Brunnby 367                         | Hällristning                |              | Brunnby, Skåne      |       | 56.259938, 12.568591 | 12000000018361 | Ladda upp en bild av detta fornminne      |
| Görse källa (Brunnby 368)           | Brunn/kallkälla             |              | Brunnby, Skåne      |       | 56.255178, 12.578036 | 12000000018363 | Ladda upp en bild av detta fornminne      |
| Brunnby 372                         | Stensättning                |              | Brunnby, Skåne      |       | 56.260425, 12.588157 | 12000000018367 | Ladda upp en bild av detta fornminne      |
| Brunnby 373                         | Hällristning                |              | Brunnby, Skåne      |       | 56.258074, 12.588789 | 12000000018368 | Ladda upp en bild av detta fornminne      |
| Brunnby 374                         | Stensättning                |              | Brunnby, Skåne      |       | 56.259592, 12.624337 | 12000000018370 | Ladda upp en bild av detta fornminne      |
| Brunnby 377                         | Stensättning                |              | Brunnby, Skåne      |       | 56.259854, 12.624703 | 12000000018374 | Ladda upp en bild av detta fornminne      |
| Brunnby 379                         | Stensättning                |              | Brunnby, Skåne      |       | 56.259965, 12.624319 | 12000000018376 | Ladda upp en bild av detta fornminne      |
| Brunnby 380                         | Hällristning                |              | Brunnby, Skåne      |       | 56.259985, 12.587484 | 12000000018377 | Ladda upp en bild av detta fornminne      |
| Brunnby 381                         | Stensättning                |              | Brunnby, Skåne      |       | 56.259836, 12.589196 | 12000000018379 | Ladda upp en bild av detta fornminne      |
| Brunnby 383                         | Hällristning                |              | Brunnby, Skåne      |       | 56.262552, 12.582951 | 12000000018381 | Ladda upp en bild av detta fornminne      |

## Farhult
| Namn        | Lämningstyp  | Tillkomsttid | Historisk indelning | Plats | Läge                 | ID-nr          | Bild                                 |
| ----------- | ------------ | ------------ | ------------------- | ----- | -------------------- | -------------- | ------------------------------------ |
| Farhult 2:1 | Stensättning |              | Farhult, Skåne      |       | 56.219035, 12.761946 | 10121600020001 | Ladda upp en bild av detta fornminne |
| Farhult 4:1 | Hög          |              | Farhult, Skåne      |       | 56.225127, 12.740132 | 10121600040001 | Ladda upp en bild av detta fornminne |

## Höganäs
| Namn                          | Lämningstyp  | Tillkomsttid | Historisk indelning | Plats | Läge                 | ID-nr          | Bild                                 |
| ----------------------------- | ------------ | ------------ | ------------------- | ----- | -------------------- | -------------- | ------------------------------------ |
| Björkerödstenen (Höganäs 6:2) | Hällristning |              | Höganäs, Skåne      |       | 56.200544, 12.574143 | 10126600060002 | Ladda upp en bild av detta fornminne |

## Jonstorp
| Namn          | Lämningstyp  | Tillkomsttid | Historisk indelning | Plats | Läge                 | ID-nr          | Bild                                 |
| ------------- | ------------ | ------------ | ------------------- | ----- | -------------------- | -------------- | ------------------------------------ |
| Jonstorp 4:1  | Hög          |              | Jonstorp, Skåne     |       | 56.234222, 12.675446 | 10127600040001 | Ladda upp en bild av detta fornminne |
| Jonstorp 4:2  | Hög          |              | Jonstorp, Skåne     |       | 56.234175, 12.675724 | 10127600040002 | Ladda upp en bild av detta fornminne |
| Jonstorp 15:1 | Hög          |              | Jonstorp, Skåne     |       | 56.258353, 12.628439 | 10127600150001 | Ladda upp en bild av detta fornminne |
| Jonstorp 19:1 | Hällristning |              | Jonstorp, Skåne     |       | 56.225095, 12.672076 | 10127600190001 | Ladda upp en bild av detta fornminne |
| Jonstorp 20:1 | Hällristning |              | Jonstorp, Skåne     |       | 56.224354, 12.674347 | 10127600200001 | Ladda upp en bild av detta fornminne |
| Jonstorp 25:1 | Hällristning |              | Jonstorp, Skåne     |       | 56.226665, 12.671639 | 10127600250001 | Ladda upp en bild av detta fornminne |
| Jonstorp 27:1 | Hällristning |              | Jonstorp, Skåne     |       | 56.225313, 12.670767 | 10127600270001 | Ladda upp en bild av detta fornminne |
| Jonstorp 28:1 | Hällristning |              | Jonstorp, Skåne     |       | 56.219722, 12.672813 | 10127600280001 | Ladda upp en bild av detta fornminne |
| Jonstorp 31:1 | Hällristning |              | Jonstorp, Skåne     |       | 56.232878, 12.655327 | 10127600310001 | Ladda upp en bild av detta fornminne |

## Viken
| Namn       | Lämningstyp    | Tillkomsttid | Historisk indelning | Plats | Läge                 | ID-nr          | Bild                                      |
| ---------- | -------------- | ------------ | ------------------- | ----- | -------------------- | -------------- | ----------------------------------------- |
| Viken 2:1  | Hög            |              | Viken, Skåne        |       | 56.145936, 12.581018 | 10139200020001 | Ladda upp en bild av detta fornminne      |
| Viken 3:1  | Hällristning   |              | Viken, Skåne        |       | 56.147467, 12.579962 | 10139200030001 | Ladda upp en bild av detta fornminne      |
| Viken 3:2  | Hällristning   |              | Viken, Skåne        |       | 56.147432, 12.580038 | 10139200030002 | Ladda upp en bild av detta fornminne      |
| Viken 3:3  | Hällristning   |              | Viken, Skåne        |       | 56.147391, 12.580145 | 10139200030003 | Ladda upp en bild av detta fornminne      |
| Viken 3:4  | Hällristning   |              | Viken, Skåne        |       | 56.147474, 12.580251 | 10139200030004 | Ladda upp en bild av detta fornminne      |
| Viken 3:5  | Hällristning   |              | Viken, Skåne        |       | 56.147467, 12.580390 | 10139200030005 | Ladda upp en bild av detta fornminne      |
| Viken 4:1  | Hällristning   |              | Viken, Skåne        |       | 56.147705, 12.578317 | 10139200040001 | Ladda upp en bild av detta fornminne      |
| Viken 5:1  | Hällristning   |              | Viken, Skåne        |       | 56.145051, 12.573815 | 10139200050001 | Ladda upp en bild av detta fornminne      |
| Viken 6:1  | Hällristning   |              | Viken, Skåne        |       | 56.155795, 12.590153 | 10139200060001 | Ladda upp en bild av detta fornminne      |
| Viken 7:1  | Hällristning   |              | Viken, Skåne        |       | 56.151728, 12.595335 | 10139200070001 | Ladda upp en till bild av detta fornminne |
| Viken 8:1  | Hällristning   |              | Viken, Skåne        |       | 56.151339, 12.596356 | 10139200080001 | Ladda upp en bild av detta fornminne      |
| Viken 9:1  | Stensättning   |              | Viken, Skåne        |       | 56.162792, 12.566741 | 10139200090001 | Ladda upp en bild av detta fornminne      |
| Viken 17:1 | Fästning/skans |              | Viken, Skåne        |       | 56.146941, 12.568129 | 10139200170001 | Ladda upp en bild av detta fornminne      |

## Väsby
| Namn                      | Lämningstyp      | Tillkomsttid | Historisk indelning | Plats | Läge                 | ID-nr          | Bild                                 |
| ------------------------- | ---------------- | ------------ | ------------------- | ----- | -------------------- | -------------- | ------------------------------------ |
| Väsby 3:1                 | Begravningsplats |              | Väsby, Skåne        |       | 56.184800, 12.611708 | 10139900030001 | Ladda upp en bild av detta fornminne |
| Väsby 21:1                | Hällristning     |              | Väsby, Skåne        |       | 56.208847, 12.577262 | 10139900210001 | Ladda upp en bild av detta fornminne |
| Väsby 59:1                | Hällristning     |              | Väsby, Skåne        |       | 56.170481, 12.604887 | 10139900590001 | Ladda upp en bild av detta fornminne |
| Frestina hög (Väsby 83:1) | Hög              |              | Väsby, Skåne        |       | 56.188388, 12.559593 | 10139900830001 | Ladda upp en bild av detta fornminne |